# ハミ塚古墳
ハミ塚古墳（はみつかこふん）は奈良県天理市岩屋町字ハミツカに所在する古墳時代後期の方墳である。発掘調査によって巨石によって構築された横穴式石室が存在したことが明らかにされている。

## 概要
ハミ塚古墳は奈良県天理市を流れる高瀬川の右岸に位置し、高瀬川左岸には名阪国道が走っている。1970年（昭和45年）頃、この名阪国道の側道工事で、ハミ塚古墳の墳丘南部が削られ、羨道の一部が破壊された。羨道側壁の石がいくつか掘り出されたが、その内の1つは人の丈ほどもある巨石であった。1995年（平成7年）、農道拡幅工事により、またも、この古墳の墳丘と羨道が破壊され、石材の一部が抜き取られ、破砕、撤去された。通報を受けた橿原考古学研究所により緊急の対応がなされ、工事は中止された。1997年（平成9年）に道路の各幅工事の修正検討の為の発掘調査が行なわれ、大型の横穴式石室と墳丘および周濠の概要が明らかにされた。

### 墳丘
墳丘は大きく破壊された部分もあるが東西46.7メートル、南北推定44.1メートルの規模の方墳で、墳丘は2段で築成された可能性が高く、元は南側の傾斜面以外に周濠をコの字に掘削していたのが明らかにされた。

### 石室構造
横穴式石室は工事以前にも過去の盗掘などにより破壊を受け、天井石は残存せず、玄室1段目の奥壁と側石、羨道部奥の石材が残存（全部で12石）した状態で、内部にあった家型石棺も大きく破壊されていた。石室長は12メートルあり、玄室長は5.70メートル、奥壁幅2.92メートルであった。玄室の石材の大きさは、現在の地上からの高さ133センチ～134センチである。石材の種類は斑状黒雲母花崗岩で付近の山地に見られるものである。石室構造でみると、巨石を用いた横穴式石室の多い大和でも大型の部類に属する。石同士の合わせ目が直線的で、石材が大型であるので大和主系列（牧野古墳　天理市ウワナリ古墳　赤坂天王山古墳　藤ノ木古墳　石舞台古墳など）に属する古墳の1つである可能性が高い。
家型石棺は大小数十片の粉砕された状態で出土したが、石棺全体の形態はある程度復元することが出来た。石棺蓋部分は長さ270センチ、幅138センチ、高さ58センチ、棺身は長さ210センチ、幅80センチ、深さ推定51センチである。石棺材には蛇紋岩質火山礫凝灰岩が用いられていた。

### 出土遺物と年代
石室内は大きく攪乱されていたが次のような遺物が出土した。
1. 金属製品としては鉄製捩り環、刀装具、両頭金具（弓金具）、馬具（吊金具・雲珠）、金銅製筒状金具、耳輪、小刀、鉄鏃、鉄滓があり、鉄鏃以外は破片である。
2. 土器類として須恵器が出土しており、坏蓋、坏身、高坏蓋、有蓋高坏、大型有蓋高坏など数十個体分の破片が出土している。これらの遺物は6世紀末から7世紀初め頃と推定されるものである。

## 被葬者
奈良県東部の天理市付近に大和盆地でも大型の規模に属する横穴式石室の古墳を築かせた被葬者の候補としては、古墳時代に現在の天理市和爾周辺に本拠を置き、また歴代の大王へ多くの后妃を出し、蘇我氏が台頭するまで朝廷でも大きな勢力を持っていた和珥氏一族が有力な候補として推定されている。